# Beatrice Lamwaka
Beatrice Lamwaka (sinh ra và lớn lên ở Alokolum, Gulu) là một nhà văn nữ người Uganda. Bà được lọt vào danh sách chung kết giải Caine 2011 cho tác phẩm "Butterfly Dreams" của mình.

## Những công việc khác
Bà là người sáng lập và giám đốc của Tổ chức Liệu pháp Nghệ thuật, một tổ chức phi lợi nhuận cung cấp hỗ trợ tâm lý và tình cảm thông qua các liệu pháp nghệ thuật sáng tạo. Bà là tổng thư ký của Hội văn bút Uganda và là thành viên điều hành của Tổ chức Quyền Sinh sản Uganda (URRO). Bà đã từng làm việc trong ban điều hành của Hội Nhà văn nữ Uganda (FEMRITE), nơi bà đã là thành viên từ năm 1998. Trước đây bà đã viết bài cho Viện Báo chí Toàn cầu về các vấn đề ảnh hưởng đến phụ nữ, bao gồm HIV/AIDS, tác động của chiến tranh đến phụ nữ và công bằng xã hội. Bài viết sáng tạo của bà (truyện ngắn và tiểu thuyết của cô) cũng tập trung vào những vấn đề này. Năm 2009, bà là một nhà văn cư trú tại Château de Lavingny, Thụy Sĩ. Vào tháng 11 năm 2013, bà là một cư dân làm việc trên cuốn tiểu thuyết của mình, Sunflowers, tại Trung tâm Bellagio của Quỹ Rockefeller. Bà là người nhận giải thưởng Thanh niên trẻ 2011 trong hạng mục Nghệ thuật, Văn hóa và Thời trang. Bà đã nhận được một khoản trợ cấp từ Quỹ HF Guggenheim để nghiên cứu các tranh chấp về đất đai sau chiến tranh ở miền bắc Uganda. Bà được lọt vào danh sách chung kết giải Caine 2011 cho Các tác phẩm Châu Phi và lọt vào chung kết cho giải thưởng văn học PEN / Studzinski 2009.